# Dolichopeza subannulipes
Dolichopeza subannulipes är en tvåvingeart som beskrevs av Alexander 1934. Dolichopeza subannulipes ingår i släktet Dolichopeza och familjen storharkrankar. Inga underarter finns listade i Catalogue of Life.